# Polyplumaria gracillima
Polyplumaria gracillima är en nässeldjursart som först beskrevs av Sars 1873. Enligt Catalogue of Life ingår Polyplumaria gracillima i släktet Polyplumaria och familjen Plumulariidae, men enligt Dyntaxa är tillhörigheten istället släktet Polyplumaria och familjen Plumularidae. Arten är reproducerande i Sverige. Inga underarter finns listade i Catalogue of Life.